# Cantone di Vaugneray
Il cantone di Vaugneray è una divisione amministrativa, situato nel dipartimento del Rodano dell'arrondissement di Villefranche-sur-Saône.
A seguito della riforma approvata con decreto del 27 febbraio 2014, che ha avuto attuazione dopo le elezioni dipartimentali del 2015, è passato da 14 a 18 comuni.

## Composizione
I 14 comuni facenti parte prima della riforma del 2014 erano:
- Brindas
- Charbonnières-les-Bains
- Courzieu
- Craponne
- Grézieu-la-Varenne
- Marcy-l'Étoile
- Messimy
- Pollionnay
- Sainte-Consorce
- Saint-Genis-les-Ollières
- Saint-Laurent-de-Vaux
- Thurins
- Vaugneray
- Yzeron

Dal 2015 i comuni appartenenti al cantone sono i seguenti 18:
- Aveize
- La Chapelle-sur-Coise
- Coise
- Duerne
- Grézieu-le-Marché
- Larajasse
- Meys
- Pollionnay
- Pomeys
- Rontalon
- Saint-André-la-Côte
- Saint-Laurent-de-Vaux
- Saint-Martin-en-Haut
- Saint-Symphorien-sur-Coise
- Sainte-Catherine
- Sainte-Consorce
- Thurins
- Vaugneray
- Yzeron